# Jan Bracławski-Herman
Jan Jerzy Bracławski-Herman (ur. 24 czerwca 1895 w Warszawie, zm. 22 kwietnia 1966 w Penley) – podpułkownik dyplomowany kawalerii Wojska Polskiego.

## Życiorys
Jan Jerzy Bracławski-Herman urodził się 24 czerwca 1895 w Warszawie jako syn Juliana. W listopadzie 1918 został przyjęty do Wojska Polskiego. W latach 1919–1920 walczył na wojnie z bolszewikami. 1 czerwca 1921 pełnił służbę w Dowództwie 1 Brygady Jazdy, a jego oddziałem macierzystym był 3 pułk szwoleżerów. 3 maja 1922 został zweryfikowany w stopniu rotmistrza ze starszeństwem z dniem 1 czerwca 1919 i 322. lokatą w korpusie oficerów jazdy (od 1924 – kawalerii). Jego oddziałem macierzystym był nadal 3 pułk szwoleżerów. W listopadzie 1922 został przydzielony do Wyższej Szkoły Wojennej w Warszawie, w charakterze słuchacza III Kursu Normalnego. Z dniem 1 października 1924, po ukończeniu kursu i otrzymaniu dyplomu naukowego oficera Sztabu Generalnego, został przydzielony do Oddziału I Sztabu Generalnego w Warszawie. Będąc słuchaczem kursu w WSWoj., a następnie pełniąc służbę sztabową pozostawał oficerem nadetatowym 3 pułku szwoleżerów. W latach 1925–1928 pełnił służbę w Oddziale II Sztabu Generalnego. 2 kwietnia 1929 został awansowany na majora ze starszeństwem z dniem 1 stycznia 1929 i 10. lokatą w korpusie oficerów kawalerii. Od 1 grudnia 1929 do 31 stycznia 1930 pozostawał w dyspozycji szefa Sztabu Głównego. Następnie objął obowiązki na stanowisku pomocnika attaché wojskowego w Moskwie. 23 marca 1932, po powrocie do kraju, został przydzielony do Dowództwa Okręgu Korpusu Nr II w Lublinie. Następnie został przeniesiony do 3 pułku ułanów w Tarnowskich Górach na stanowisko I zastępcy dowódcy pułku. Na podpułkownika został awansowany ze starszeństwem z dniem 19 marca 1939 i 3. lokatą w korpusie oficerów kawalerii. Latem 1939 został wyznaczony na stanowisko szefa Oddziału IV Sztabu Armii „Łódź”. Na tym stanowisku walczył w kampanii wrześniowej 1939. Uczestniczył w obronie Warszawy, jako szef Oddziału IV Sztabu Armii „Warszawa”. Po kapitulacji stolicy dostał się do niewoli niemieckiej. Przebywał między innymi w Oflagu VII A Murnau.
29 kwietnia 1945, po uwolnieniu z niewoli, został przyjęty do Polskich Sił Zbrojnych. W 1946 został zwolniony ze służby. Pozostał na emigracji w Wielkiej Brytanii, od lipca 1949 mieszkał w Polskim Osiedlu w Penrhos (Walia). Zmarł 22 kwietnia 1966 w szpitalu w Penley. Został pochowany na cmentarzu we Wrexham.
Był mężem Stefanii z Mijakowskich.

## Ordery i odznaczenia
- Krzyż Walecznych dwukrotnie[1]
- Srebrny Krzyż Zasługi (10 listopada 1928)[21][1]
- Krzyż Oficerski Orderu Korony Rumunii – 23 maja 1929[22]